# El Saucito, Badiraguato
El Saucito är en ort i Mexiko.   Den ligger i kommunen Badiraguato och delstaten Sinaloa, i den västra delen av landet, 1 100 km nordväst om huvudstaden Mexico City. El Saucito ligger 801 meter över havet och antalet invånare är 155.
Terrängen runt El Saucito är lite bergig. Runt El Saucito är det mycket glesbefolkat, med 6 invånare per kvadratkilometer. Närmaste större samhälle är San Javier de Abajo, 3,3 km nordväst om El Saucito. I omgivningarna runt El Saucito växer huvudsakligen savannskog.